# میخائیل سوتلوف (شاعر)
میخائیل سوتلوف (روسی: Михаил Аркадьевич Светлов؛ ۱۷ ژوئن ۱۹۰۳ – ۲۸ سپتامبر ۱۹۶۴) شاعر، نمایشنامه‌نویس، روزنامه‌نگار اهل امپراتوری روسیه بود.
وی همچنین برندهٔ جوایزی همچون جایزه لنین و مدال تسخیر برلین شده‌است.